# Kelburne Hockey Club
Kelburne Hockey Club is een Schotse hockeyclub uit Paisley in Renfrewshire. De club werd opgericht 1860 als cricketclub, de hockeyafdeling werd in 1969 opgericht. De club heeft al verschillende keren de Schotse competitie en beker gewonnen.